# Friedrich Christoph Oetinger

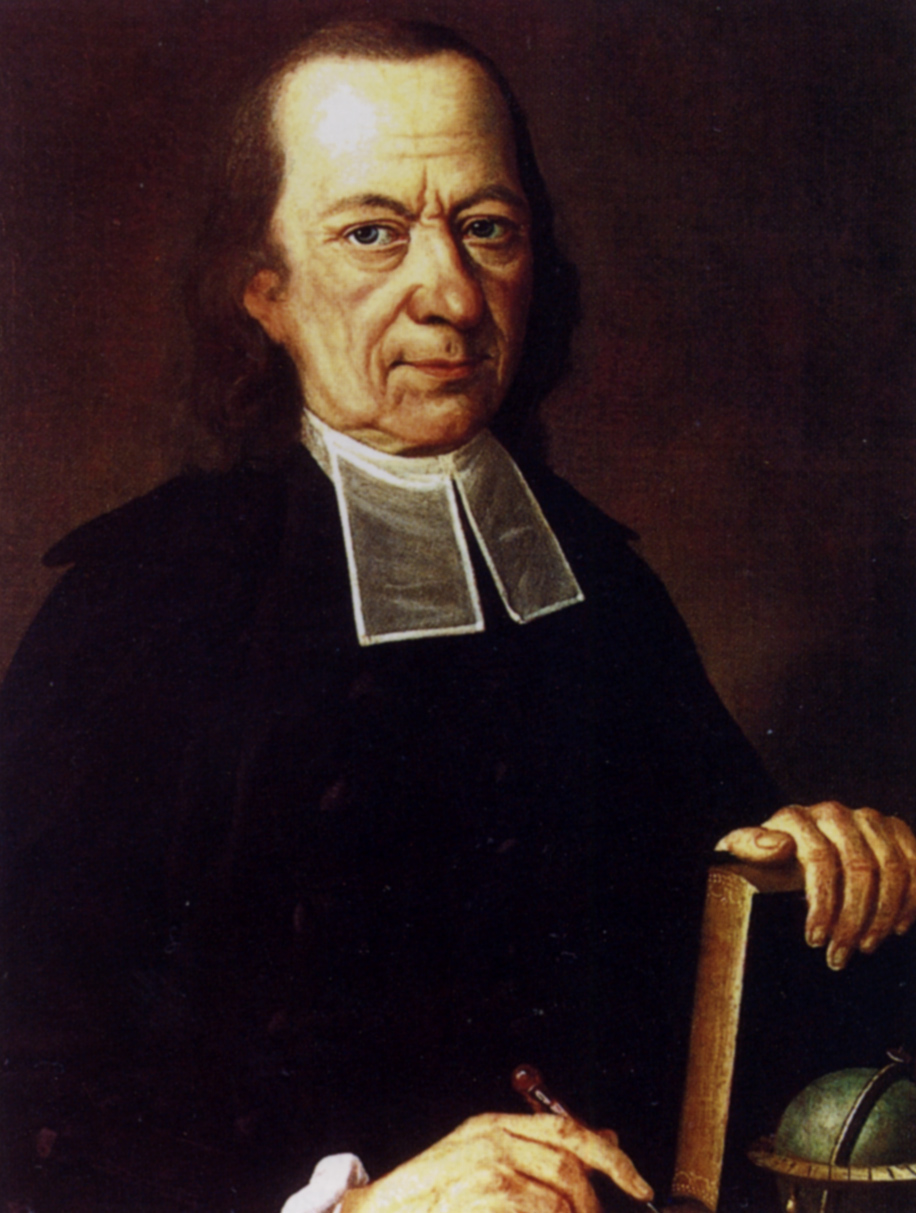
Friedrich Christoph Oetinger, Porträt von Georg Adam Eger, 1775

Friedrich Christoph Oetinger (* 2. Mai 1702 in Göppingen; † 10. Februar 1782 in Murrhardt) war ein deutscher Theologe und führender Vertreter des württembergischen Pietismus.

## Leben
Friedrich Christoph Oetinger wurde als drittes von elf Kindern von Johann Christoph Oetinger und dessen Frau Rosina Dorothea geb. Wölffing in Göppingen geboren. Ab 1717 besuchte er die Schule des Klosters Blaubeuren und anschließend bis 1722 im Kloster Bebenhausen.
Als Theologiestudent im Evangelischen Stift Tübingen begegnete Oetinger 1725 den Schriften Jakob Böhmes, mit denen er sich fortan intensiv beschäftigte. Außerdem wurde er in seiner Hochachtung vor der Bibel entscheidend geprägt von Johann Albrecht Bengel, der zur gleichen Zeit in sein Blickfeld trat. Nach dem Studium unternahm Oetinger eine ausgedehnte Reise durch Deutschland, auf der er in Frankfurt ersten Zugang zur Kabbala fand. In Herrnhut lernte er die Arbeit des jungen Nikolaus Ludwig Grafen von Zinzendorf kennen. Im April 1731 wurde Oetinger Repetent im Tübinger Stift. Nach einer Reise Zinzendorfs nach Württemberg im Jahr 1733 reiste Oetinger nochmals für längere Zeit in die Oberlausitz. Es folgt eine kurze Dozententätigkeit in Halle (1736), ehe sich Oetingers langer innerer Kampf für oder gegen eine Pfarrstelle in Württemberg entschied: Im Frühjahr 1738 wurde er Pfarrer in Hirsau bei Calw und heiratete im selben Jahr Christiana Dorothea Linsenmann aus Urach (heute Bad Urach).
Um in der Nähe seines verehrten Lehrers Johann Albrecht Bengel sein zu können, wechselte Oetinger 1743 auf die Pfarrstelle Schnaitheim bei Heidenheim. 1746 wurde er Pfarrer in Walddorf (bei Tübingen). An der alten Sulzeiche dort soll er „den Geistern gepredigt“ haben. 1752 wurde er Stadtpfarrer von Weinsberg und Spezialsuperintendent (Dekan) des Kirchenbezirks Weinsberg, bevor er 1759 als Stadtpfarrer und Spezialsuperintendent nach Herrenberg ging. 1765 (Ernennung; Amtsantritt 1766) wurde er Stadtpfarrer in Murrhardt (das dem Spezialsuperintendenten in Backnang unterstand), gleichzeitig Abt und Prälat des (evangelischen) Klosters Murrhardt, dazu Herzoglicher Rat und Landschaftsabgeordneter.
Friedrich Christoph Oetinger schrieb – nachdem er sich jahrelang mit der Kabbala beschäftigt hatte – 1763 ein Buch über die Teinacher Lehrtafel und deren Lehre. Kabbalistisches Lehrgut befindet sich in seinen Predigten vor den Kirchengemeinden Herrenberg und Weinsberg und in seinem dogmatischen Lehrbuch.
Er erwartete die Sammlung der Juden im Heiligen Land und die Rückkehr der einst in die assyrische Gefangenschaft verschleppten zehn Stämme Israels, die Wiedererrichtung des Tempels in Jerusalem und das Wiederaufleben des Opferkults. Im Tausendjährigen Reich sah er den Juden eine Führungsposition zukommen. Die ganze Welt werde dann von Jerusalem aus regiert, wo man wieder hebräisch spreche. Dies alles sollte um das von Bengel berechnete Jahr 1836 Wirklichkeit werden. Die Erwartung einer kommenden Judenbekehrung wurde im 18. Jh. theologisches Allgemeingut und förderte das Interesse am jüdischen Volk und einen wohlwollenden Umgang mit ihm.

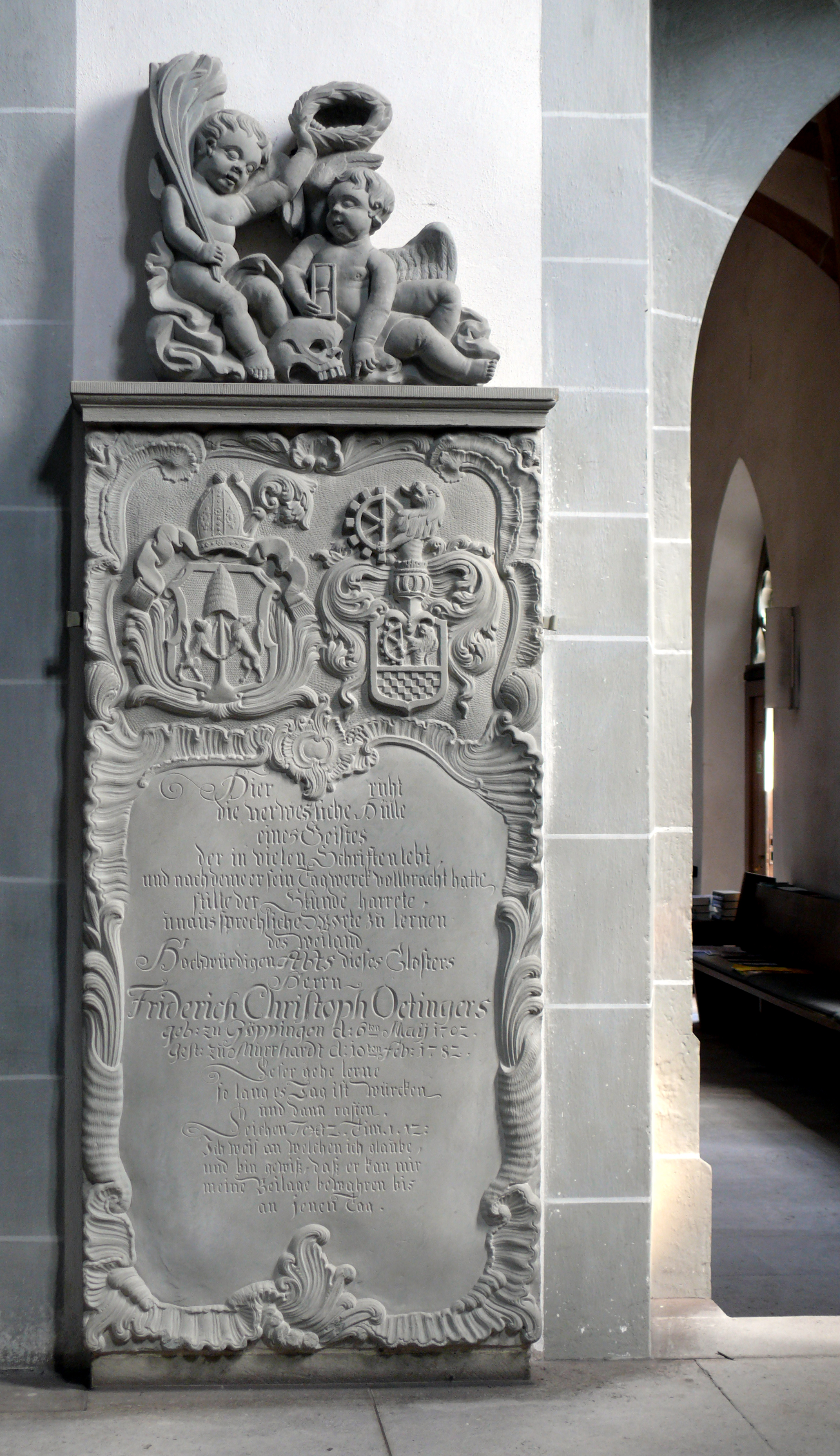
Oetinger-Epitaph in der Stadtkirche Murrhardt

Zeitlebens war der vielseitig interessierte Mann umstritten. So ließ das Stuttgarter Konsistorium (Kirchenleitung) im März 1766 sämtliche Exemplare seines Werks Swedenborgs und anderer Irrdische und himmlische Philosophie aus dem Jahr 1765 beschlagnahmen. Oetinger verteidigte darin Swedenborgs Anschauung vom Reich der Geister, distanzierte sich aber in den Folgejahren von dessen allegorischer, zu wenig „leiblicher“ Deutung der Apokalypse des Johannes. Selbst gegenüber Johann Albrecht Bengels nicht selten „spirituell“ deutender Exegese der Apokalypse und gegenüber Oetingers einstigem Herrenberger Vikar Philipp Matthäus Hahn, der zunächst lange Zeit Bengels Deutung folgte, spitzte Oetinger jetzt seinen Biblischen Realismus zu. Er fand in seinem Werk Biblisches und Emblematisches Wörterbuch (Heilbronn am Neckar 1776, S. 407) zu dem berühmten Satz: „Leiblichkeit ist das Ende der Werke Gottes, wie aus der Stadt Gottes klar erhellet […].“ Oetingers Denken ist – auch in der aufklärungskritischen Grundhaltung – verwandt mit dem von Johann Georg Hamann: „Hamann wie Oetinger geht es darum, die Einheit von Geschichte und Natur zu denken, angesichts der Gefährdung der Tradition und angesichts einer Wissenschaft, die als moderne Naturwissenschaft Natur quantifiziert und in der experimentellen Isolierung zum Objekt macht. Beider Ziel ist es, daß der Mensch nicht des Sinnes verlustig gehe, den er in Vermittlung mit der Überlieferung gewinne (...) und daß der Mensch sich als Einheit von Geist und Leiblichkeit, als dem, womit er Natur ist, verstehen kann.“
Sein Grab findet sich in der Stadtkirche Murrhardt.

## Wirkung
Oetinger hat viele Dichter und Denker beeinflusst, wie Christoph Martin Wieland, Johann Gottfried Herder, Johann Wolfgang Goethe, Friedrich Schiller, Friedrich Hölderlin, Georg Wilhelm Friedrich Hegel und Friedrich Wilhelm Joseph Schelling (besonders dessen Mittel- und Spätphase), Justinus Kerner, Eduard Mörike und Hermann Hesse.
Selbst in der Bibliothek von Wolfgang Amadeus Mozart befand sich ein Werk Oetingers aus dessen Murrhardter Zeit, das musiktheoretische Ausführungen enthält: Die Metaphysic in Connexion mit der Chemie (Schwäbisch Hall, 1770).
Das sehr bekannte Gelassenheitsgebet wird oft Oetinger zugeschrieben, tatsächlich stammt es aber von Reinhold Niebuhr.
Seit 1871 finden seine Gedanken Eingang in pietistisch geprägte Lesezirkel, Gruppen und Frömmigkeitsformen, die nicht mehr die Unterordnung unter eine gepredigte Lehre, sondern die persönliche Beziehung der Christen mit Jesus Christus betonen.

## Werke

### Bibliographie
- Die Werke Friedrich Christoph Oetingers. Chronologisch-systematische Bibliographie 1707–2014. (= Bibliographie zur Geschichte des Pietismus. Band 3). Bearbeitet von Martin Weyer-Menkhoff und Reinhard Breymayer. de Gruyter, Berlin/München/Boston 2015, ISBN 978-3-11-041461-5.

### Einzelne Hauptwerke Friedrich Christoph Oetingers
- Die Lehrtafel der Prinzessin Antonia. Herausgegeben von Reinhard Breymayer und Friedrich Häußermann. De Gruyter, Berlin / New York 1977, ISBN 3-11-004130-8.
- Theologia ex idea vitae deducta. Herausgegeben von Konrad Ohly. De Gruyter, Berlin / New York 1979, ISBN 3-11-004872-8.
- Biblisches und Emblematisches Wörterbuch. Herausgegeben von Gerhard Schäfer in Verbindung mit Otto Betz [Tübingen], Reinhard Breymayer, Eberhard [Martin] Gutekunst, Ursula Hardmeier, Roland Pietsch, Guntram Spindler. De Gruyter, Berlin / New York 1999, ISBN 3-11-004903-1.
- Entwurf einiger Grundsätze der Gesellschaft von Verbreitung der Patriarchalphysik. [Langensalza], 1772 Digitalisat

### Ausgaben von Oetingers Autobiographie
a. Volksausgabe:
- Friedrich Christoph Oetinger: Selbstbiographie. Genealogie der reellen Gedanken eines Gottesgelehrten. Hrsg. und mit Einführung versehen von J[ulius] [Otto] Roessle [Rößle]. Ernst Franz Verlag, Metzingen (Württ[emberg]) 1990, ISBN 3-7722-0035-4.

b. Historisch-kritische Editionen:
- Ulrike Kummer: Autobiographie und Pietismus. Friedrich Christoph Oetingers. Genealogie der reellen Gedancken eines Gottes=Gelehrten. Untersuchungen und Edition. Peter Lang, Frankfurt am Main 2010, ISBN 978-3-631-60070-2. [Erste historisch-kritische Edition mit Kommentar. Berücksichtigt auch die alchemische und hermetische Tradition, in der Oetinger stand.]
- Friedrich Christoph Oetinger: Genealogie der reellen Gedancken eines Gottes-Gelehrten. Eine Selbstbiographie.  Hrsg. von Dieter Ising, Edition Pietismustexte, Band 1. Leipzig, Evangelische Verlagsanstalt 2010, ISBN 978-3-374-02797-2.

## Gedenktag
- 10. Februar im Evangelischen Namenkalender[6]